# Симфония (Берио)
«Симфония» (Sinfonia) — сочинение итальянского композитора Лучано Берио для большого симфонического оркестра и восьми голосов. «Симфония» Берио считается одним из наиболее известных произведений композитора, а также признаётся знаковым произведением музыкального авангарда и своеобразным манифестом музыкального постмодернизма.

## История создания и характеристика
Создание «Симфонии» относится к американскому периоду творчества композитора, чья биография была тесно связана с США, где он некоторое время учился, а с начала 1960-х годов преподавал композицию в Миллс-колледже в калифорнийском Окленде, Гарвардском университете, был профессором композиции и основателем ансамбля Новой музыки в Джульярдской школе музыки в Нью-Йорке.
«Симфония» написана к 125-летнему юбилею Нью-Йоркского филармонического оркестра и посвящена Леонарду Бернстайну. Премьера первой редакции была осуществлена Нью-Йоркским филармоническим оркестром и виртуозным вокальным ансамблем из восьми певцов The Swingle Singers в Карнеги-холл под управлением автора 10 октября 1968 года. Первое исполнение второй редакции — 18 октября 1969 года на Донауэшингенском фестивале современной музыки под управлением французского дирижёра Эрнеста Бура, известного пропагандиста современной академической музыки, и также при участии вокального октета The Swingle Singers.
По словам самого композитора, заглавие «Симфония» в данном случае не следует связывать с классической симфонической традицией (к жанру симфонии он в своём творчестве вообще не обращался), а необходимо понимать в исконном и чисто этимологическом его значении (др.-греч. συμφωνία — «созвучие, стройное звучание, стройность»), как одновременное звучание множества различных музыкальных партий и, шире, как соединение и взаимодействие разнообразных вещей, идей и смыслов. По мнению музыковеда Кириллиной Л. В., не следует слишком буквально относиться к авторской ремарке по поводу трактовки названия этого произведения; отмечая, что для Берио в целом характерны подобные «мнимобезыскусные названия» («Опера» — 1970, «Хор» — 1975 и др.), она писала:
Однако в XX веке от жанра симфонии никто уже не требует следования классическому канону; непременным условием остается лишь концепционность, философичность, мироёмкость содержания. В „Симфонии“ Берио это условие жанра выполнено, и концепцией становится сама идея „со-звучания“ на всех её уровнях: музыкальном, словесно-текстовом, историко-культурном, историко-политическом. Здесь дан и эмоциональный портрет, и интеллектуальный анализ современности. Вечное и сиюминутное, утончённое и тривиальное, трагическое и забавное предстают в постоянном контрапунктическом взаимодействии. С одной стороны, перед нами — запечатленная в звуках хроника, с другой — свод мифов, причем с авторским комментарием, то лирическим, то ироничным.
 Берио интересовался современными философскими теориями, в его творчестве проявляется склонность к масштабному, культурологически-содержательному осмыслению духовных проблем современности, культуры и искусства; кроме того, близким другом композитора был философ Умберто Эко, чьи идеи оказали на композитора влияние. Первым их совместным проектом стала радиопередача «Посвящение Джойсу» (1958), в которой текст одиннадцатой главы романа «Улисс» зачитывался одновременно на нескольких языках. Как указывает музыковед Хрущёва Н. А., «Симфония» Берио «с её полилингвистическим наложением текстов непосредственно выросла из „Посвящения Джойсу“ и что её эстетика, принципы формообразования и технические приемы вызревали уже в период тесного сотрудничества композитора с писателем». По мнению Хрущёвой, сочинение Берио становится огромным «мифом о происхождении языка», в котором от начальных «праязыковых» звуков и отдельных слогов в первой части, через длительное формирование слова «King» во второй части, развитие приводит к «вавилонской» разноголосице трёх языков в третьей части, что в конечном итоге приводит к полному хаосу: «Далее всё идет в обратном порядке, что особенно наглядно происходит в более позднем (пятичастном) варианте „Симфонии“ (1969), где образуется своего рода концентрическая форма». 

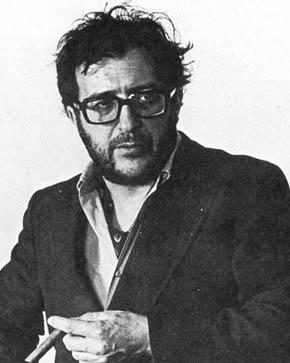
Лучано Берио

Благодаря наличию большого количества музыкальных цитат (интертекстуальность), а также сочетанию разных по стилю и жанров текстов (полистилистика), это произведение считается одним наиболее ярких примеров раннего музыкального постмодернизма и второго авангарда. Сам автор вполне сознательно стремился к стилевой эклектичности и мировоззренческому плюрализму своего сочинения. Берио отмечал музыкальный симбиоз «Симфонии», особенно в третьей части, занимающей центральное положение в произведении с драматургической точки зрения. В основу этой части положено скерцо из симфонии № 2 Густава Малера. Как указывал итальянский композитор, он даже сохранил оригинальное обозначение темпа и характера произведения (In ruhig fliessender Bewegung — В спокойно-текучем движении):
Малеровский тематизм то выходит на первый план, то уступает другим стилистическим пластам: фрагментам из симфонической поэмы „Море“ Дебюсси и „Пасторальной симфонии“ Бетховена, „Вальсу“ Равеля и „Весны Священной“ Стравинского, наконец, из финала Третьей симфонии того же Малера. Я бы уподобил тематический процесс этой части с её постепенными интонационно-стилистическими переходами, которые не выделяются „музыкальными кавычками“, рекам, которые то исчезают из поля зрения, то опять „выныривают“ на поверхность, часто уже с другими названиями.
«Симфония» оказала существенное влияние на различные авангардистские музыкальные практики и оставила заметный след среди произведений академической музыки второй половины XX века. По мнению Кириллиной Л. В.: «Опыт Берио явно повлиял на творчество самого Шнитке (и как композитора — особенно в симфониях, и как теоретика музыки, автора термина „полистилистика“); так или иначе он сказался и на творчестве других композиторов». Следует отметить, что сам А. Г. Шнитке, несмотря на то, что ценил коллажные опыты своего итальянского коллеги, отрицал прямое влияние «Симфонии» Берио на его симфонию № 1 (1969—1972), так как на момент её сочинения не был знаком с произведением итальянского композитора, которое он впервые услышал в 1969 году:
Моя же Симфония была в это время по форме готова и её полистилистическая смесь, следовательно, задумана до моего знакомства с симфонией Берио. В 1968 году я написал „Серенаду“. Она явилась одним из источников симфонии. Там есть и вся та смесь, которая наблюдается во второй части — скерцо. Так что, на мой взгляд, какой-то параллелизм внешний есть, но концепционное различие очень большое.
 Не принимал и не любил «Симфонию» Берио другой представитель советского музыкального авангарда, Эдисон Денисов, который, несмотря на то, что иногда допускал в своих сочинениях музыкальные цитаты и стилистические аллюзии, в целом отрицал полистилистику как метод композиции, считая это спекулятивной и эпигонской практикой, препятствующей формированию индивидуального стиля композитора: «Как личность, как профессионала я его очень уважаю, но для меня эта симфония мёртвое произведение».

## Структура
В первой редакции 1968 года «Симфония» включала в себя четыре части. Во второй редакции (1969) композитором была добавлена пятая часть, синтезирующая музыкальный и текстовый материал предыдущих частей:
1. [не имеет названия]
2. O King
3. In ruhig fliessender Bewegung
4. [не имеет названия]
5. [не имеет названия]

### Первая часть
В первой части цитируются отрывки южноамериканских индейских мифов о происхождении стихий (прежде всего воды) и об очистительной для мира гибели «культурного героя», из книги этнолога, философа-структуралиста Клода Леви-Стросса «Сырое и приготовленное» (Le cru et le cuit, 1964). Как известно, одно из центральных положений мифологической концепции Леви-Стросса заключается в том, что миф по своей структуре близок и практически тождественен музыке, так как миф стоит между языком и музыкой, но музыка, будучи «непереводима» (являясь лишь метафорой речи), представляет собой идеальный пример наглядной художественной структуры. С его точки зрения, оба феномена представляют собой «инструменты уничтожения времени»: «музыка превращает отрезок времени, потраченного на прослушивание, в синхронную замкнутую целостность. Подобно мифу, музыка преодолевает антиномию исторического, истекшего времени и перманентной структуры». Большинство исследуемых французским структуралистом мифов повествует о происхождении различных явлений. К этой группе относятся и тексты, выбранные Берио. Таким образом, идея происхождения оказывается ещё одним звеном, связывающим «Симфонию» с мифологическими работами Леви-Стросса. По словам композитора, его всегда интересовали различные музыкальные культуры, так ему интересно находить связи между различными, даже на первый взгляд далёкими национальными традициями: «Поначалу они не видны, но когда вскрываешь слой за слоем, то в самом низу, у основания, так сказать, открывается нечто объединяющее. И если это объединяющее зерно удается найти, то не менее увлекательно его развить».

### Вторая часть: O King
Посвящена памяти убитого в 1968 году Мартина Лютера Кинга. На протяжении части вокалисты в медленном темпе произносят и пропевают фонемы и слоги, составляющие его имя, которое лишь в самом конце звучит полностью.

### Третья часть: In ruhig fliessender Bewegung
Третья часть является самой продолжительной и представляет собой коллаж из музыкальных цитат композиторов различных эпох (от И. С. Баха до Булеза и Штокхаузена), наложенных на скерцо Второй симфонии Малера, причём здесь Берио цитирует не отдельный фрагмент или раздел формы, а целую часть симфонии. Вокальные партии основаны на текстах Сэмюэла Беккета из его романа «Неназываемый» (The Unnamable, 1958), студенческих лозунгах Парижской весны 1968 года, цитатах из политических манифестов, газетных статей, обрывков фраз.
Сам автор связывал эту часть с картиной Антуана Ватто «Паломничество на остров Киферу», где осуществляется путешествие на остров, который в европейской культурной традиции устойчиво ассоциировался с «островом счастья», любви и наслаждения. По словам Берио, «В результате получается нечто вроде путешествия на Цитеру на борту третьей части из Второй симфонии Малера». Следует отметить, что вообще в «Симфонии» значительное место занимают «водные» мотивы и отсылки к стихии воды.

Антуан Ватто. Паломничество на остров Киферу (1717). Лувр, Париж

#### Музыкальные цитаты
- Пять пьес для оркестра (четвёртая часть — «Peripetie») — Арнольд Шёнберг;
- Симфония № 4 — Густав Малер;
- «Море» (вторая часть — «Игра волн») — Клод Дебюсси;
- Симфония № 2 — Густав Малер;
- «Kammermusik» № 4 (камерная музыка) — Пауль Хиндемит;
- «Дафнис и Хлоя» (соло флейты) — Морис Равель;
- «Фантастическая симфония» (лейтмотив — «идея фикс») — Гектор Берлиоз;
- «Игра волн» — Дебюсси;
- «Вальс» — Морис Равель;
- «Весна священная» — И. Ф. Стравинский;
- «Агон» — И. Ф. Стравинский;
- «Кавалер розы» — Рихард Штраусс;
- хорал — И. С. Бах;
- «Воццек» — Альбан Берг;
- «Пасторальная симфония» — Людвиг ван Бетховен;
- «Kammermusik» № 4 — Хиндемит, «Пасторальная симфония» — Бетховен, «Peripetie» — Шёнберг;
- «Море» (третья часть — «Диалог ветра и моря») — Дебюсси;
- «Складка за складкой, портрет Малларме» (первая часть — «Дар») — Пьер Булез;
- Вторая кантата для сопрано, баса, смешанного хора и оркестра — Антон Веберн;
- «Группы» — Карлхайнц Штокхаузен.

### Четвёртая часть
Текстовое и вокальное содержание ограничено разрозненными фрагментами первых частей, где голоса используют различные вокальные эффекты, в том числе шёпот, фрагменты и искажения предыдущего текстового материала.

### Пятая часть
Пятая часть представляет собой своеобразное смысловое и итоговое заключение «Симфонии», в которой происходит синтез музыкального и текстового материала предыдущих частей организуя использованный материал более упорядоченным образом, чтобы создать то, что Берио назвал «повествовательной субстанцией».